# Поличан
Поличан (алб. Poliçani) — город в Центральной Албании в префектуре Берат, центр округа Скрапари.

## История
Город был построен в 1960-х годах коммунистическими властями с целью создать промышленный город по производству оружия и боеприпасов. Во время коммунистического режима регион был запрещен для посещения иностранцами.